# 辻宣道
辻宣道（つじ のぶみち、1930年12月7日 - 1994年7月25日）は、日本の牧師。栃木県足利市生まれ。元日本基督教団総会議長。祖父は中田重治。

## 生涯
1930年、父辻啓蔵牧師、母京（中田重治の次女）の間に足利に生まれる。1935年8月22日、3歳上の兄重蔵が渡良瀬川で溺死する。1939年には祖父中田重治が死去する。その後、父啓造は青森の教会に転勤になり、一家は青森に移る。1942年、父啓造師が宗教弾圧で検挙され、青森刑務所で獄死し、その後は京に育てられる。1949年に聖書農学園（現千葉英和高等学校）神学部を卒業し、その後静岡県焼津市で開拓伝道を行う。また日本基督教団静岡草深教会で牧会を行った。1994年、顎下腺癌のため召天する。
『天皇が死んだとき』という文章をキリスト教雑誌に書いたときに、天皇に対して「死んだ」という語を用いたことを非難されたが、牧師であった父親の獄死により長年耐えてきた悲しみを思えば、天皇が「くたばった」といっても言い過ぎではないと感じた。

## 著書
- 『真理への招待』
- 『教会生活入門』
- 『教会生活の四季』
- 『その時の祈り』
- 『もうひとことだけ』
- 『教会生活の処方箋』
- 『嵐の中の牧師たち ホーリネス弾圧と私たち』